# Eumannia syriaca
Eumannia syriaca är en fjärilsart som beskrevs av Louis Beethoven Prout 1915. Eumannia syriaca ingår i släktet Eumannia och familjen mätare. Inga underarter finns listade i Catalogue of Life.